# Pachymenes amicus
Pachymenes amicus är en stekelart som beskrevs av Giordani Soika. Pachymenes amicus ingår i släktet Pachymenes och familjen Eumenidae. Inga underarter finns listade i Catalogue of Life.